# Encentrum sorex
Encentrum sorex är en hjuldjursart som beskrevs av Wulfert 1950. Encentrum sorex ingår i släktet Encentrum och familjen Dicranophoridae. Inga underarter finns listade i Catalogue of Life.